# Patricia van Ryckeghem
Patricia Van Ryckeghem (Buenos Aires, 1965) was een internationaal topmodel in de jaren tachtig. In 1981 won zij de Flairwedstrijd en het volgende jaar nam zij deel aan de wedstrijd The Face of the Eighties georganiseerd door het agentschap Ford Models in New York. Daarna werkte zij verschillende jaren voor dit agentschap. Ze haalde covers van Cosmopolitan Magazine in de USA en van Elle in Frankrijk. Vanaf 1984 was zij exclusief model voor Chanel, waarvan zij het gezicht bleef tot 1992. Pol Mara schilderde haar portret.
Van Ryckeghem werd geboren in 1965 te Buenos Aires als dochter van de geologe Nicole Hacquaert en de econoom Willy van Ryckeghem toen deze laatste de Argentijnse regering adviseerde in opdracht van Harvard University. Zij deed later haar middelbare studies aan het Gentse lyceum op de Voskenslaan en uiteindelijk aan de Universiteit van Maryland waar zij moleculaire biologie studeerde.